# Дебальцівський літературно-меморіальний музей
Літературно-меморіальний музей Дебальцеве — музей у місті Дебальцеве Донецької області України.

## Історія музею
Музей було засновано в 1967 році як Народний музей, що розміщувався у Палаці культури залізничників (зараз Будинок науки та техніки вагонного депо Дебальцеве-сортувальне). Рішенням виконкому міської ради з вересня 1998 року у місті створено міський історичний музей.
До 100-річчя від дня народження В. М. Сосюри, 1998 року відкрито кімнату-музей, присвячену йому.
З 2002 року (на честь святкування 125-річчя міста) музей розташувався у Центрі культури та дозвілля.
З 2008 року рішенням міської ради — міський літературно-меморіальний музей.
2012 року літературно-меморіальний музей відвідали 3200 осіб. З 1998 року музеєм керували Демидова Т. І., Тодика С. І., Гавриленко Н. С. З 2010 року директор літературно-меморіальний музею Грязєва О. В.

## Експонати та діяльність музею
Понад 6 тисяч експонатів відображають історію заселення краю, традиції мешканців міста, роботи художників-земляків та народних умільців. Проводяться виставки, лекції, екскурсії, музей займається видавничою діяльністю (альманахи поезії, буклети, книги з історії Дебальцевого).
Музей займає площу 369 м², його фонди становлять 6347 одиниць.